# Осиповщина (платформа)
«Осипо́вщина» (бел. Асі́паўшчына) — остановочный пункт в Столбцовском районе Минской области.
Железнодорожная платформа находится между платформой Синяво и Воротище, рядом с ответвлением магистрали М1, в районе деревень Осиповщина, Горки, в километре от деревни Раевщина.